# Jitiște
Jitiște  sau Sângeorgiu de Bega (în sârbă Žitište, în maghiară Begaszentgyörgy, în germană Sankt Georgen an der Bega) este un oraș și o municipalitate în districtul Banatul Central din Voivodina (Serbia). Are o populație de 2.903 locuitori. Dintre aceștia 24 sunt de etnie română (0,82%).

## Vezi și

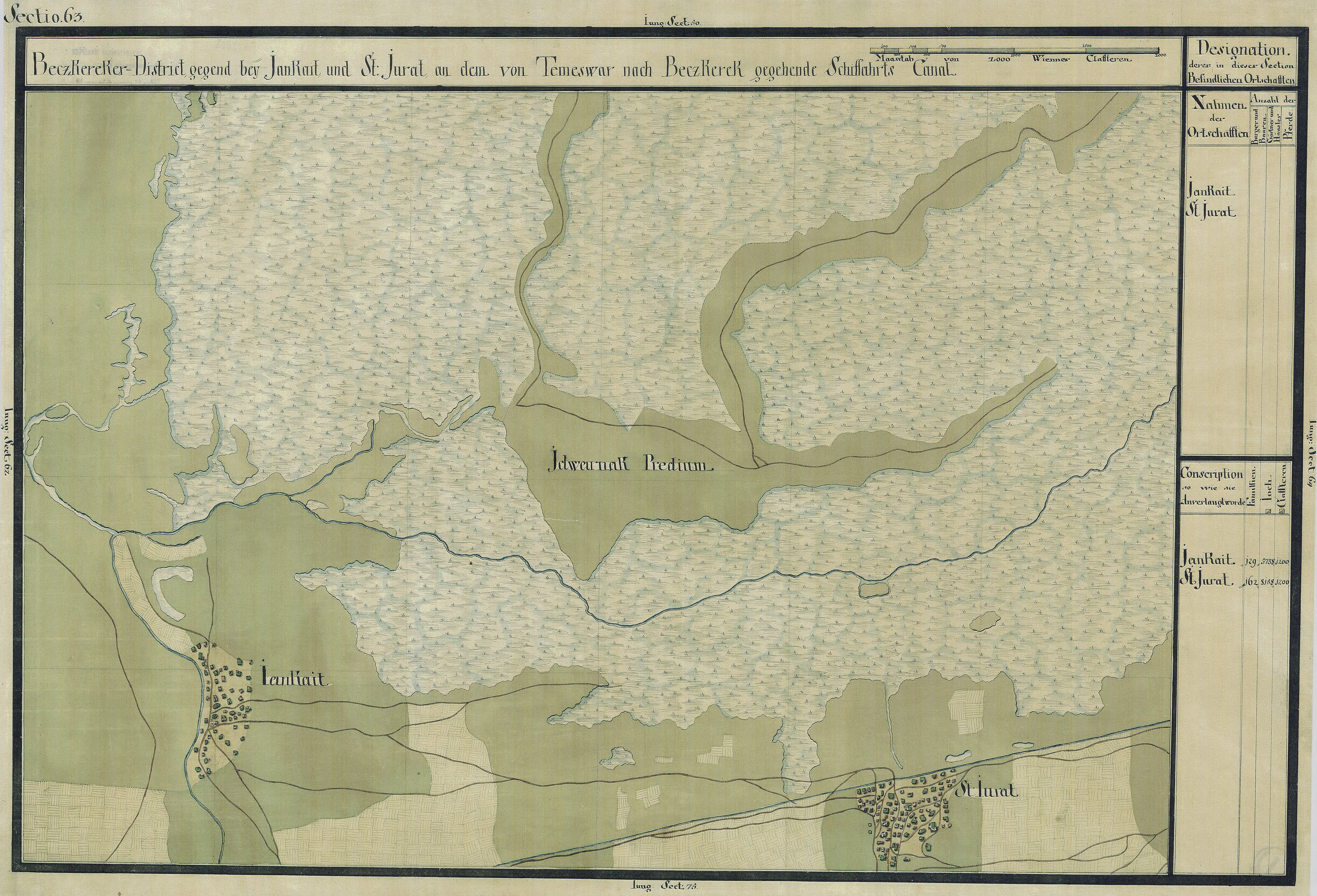
Jitişte în Harta Iosefină a Banatului, 1769-72